# Daniel Johnston
Daniel Dale Johnston (født 22. januar 1961, død 10. september 2019) var en amerikansk sanger og musiker. 

## Diskographie
- Songs of Pain (Stress Records, 1980) Kassette
- The What of Whom (Stress Records, 1982) Kassette
- Don't Be Scared (Stress Records, 1982) Kassette
- More Songs of Pain (Stress Records, 1983) Kassette
- Yip Jump Music (Stress Records, 1983) Kassette
- Hi, How Are You (Stress Records, 1983) Kassette
- The Lost Recordings (Stress Records, 1983) Kassette
- The Lost Recordings II (Stress Records, 1983) Kassette
- Retired Boxer (Stress Records, 1984) Kassette
- Respect (Stress Records, 1985) Kassette, 10"
- with Texas Instruments: Continued Story (Stress Records, 1985) Kassette
- Merry Christmas (Stress Records, 1988) Kassette
- New York, CBGBs 04/22/88 (Bootleg Tape, 1988)
- mit Jad Fair: It's Spooky (50 Skidillion Watts, 1989)
- Continued Story/Hi, how are you? (Homestead, 1989)
- Yip/Jump Music (Homestead, 1989)
- Live at South by Southwest (Stress Records, 1990) Kassette
- 1990 (Shimmy Disc, 1990)
- Artistic Vice (Shimmy Disc, 1991)
- Please Don't Feed The Ego (Eternal Yip Eye Music, 1994)
- Fun (Atlantic, 1994)
- med Ron English + Jack Medicine: Hyperjinx Tricycle (Important Records, 2000)
- Rejected Unknown (Gammon Records, 2001)
- Live Wien, Flex, 13.10.2001 Radio Broadcast, 2001)
- Fear Yourself (Gammon Records, 2003)
- The Early Recordings of Daniel Johnston Volume 1 (Dualtone, 2003)
- The Late Great Daniel Johnston: Discovered Covered (Gammon Records, 2004)